# Hasselbach (Westerwald)
Hasselbach ist eine Ortsgemeinde im Landkreis Altenkirchen (Westerwald) in Rheinland-Pfalz. Sie gehört der Verbandsgemeinde Altenkirchen-Flammersfeld an.

## Geographische Lage
Der Ort liegt in der Nähe der Landesgrenze nach Nordrhein-Westfalen, etwa zwei Kilometer westlich von Weyerbusch an der Bundesstraße 8 nach Kircheib.
Weitere Nachbargemeinden sind Werkhausen im Norden, Forstmehren im Süden und Rettersen im Westen. Durch die Gemarkung Hasselbach fließen der Mehrbach, der Hasselbach und der Leinger Bach.

## Geschichte
Eine erste urkundliche Erwähnung erfuhr der Ort Hasselbach im Jahre 1262, als ein Ludwig von Hasselbach, das zu dieser Zeit noch Asilbach geschrieben wurde, als Schultheiß eine Vereinbarung des Grafen Johann von Sayn mit dem Abt der Abtei Marienstatt unterzeichnete. Im Mittelalter bestand die Gemeinde noch aus Nieder- und Oberhasselbach. 1578 wurden 18 Feuerstellen („Räuche“ = Haushalte) registriert; 1667 waren es nur noch 11 Feuerstellen, 1772 wieder 16 an der Zahl.
Bis 2019 führte die Bundesstraße 8 mitten durch die Dorflage. In dem Jahr wurde die Straße um das Dorf herumgeführt und dabei auch die vorherige enge Kurve begradigt.
Bevölkerungsentwicklung
Die Entwicklung der Einwohnerzahl von Hasselbach, die Werte von 1871 bis 1987 beruhen auf Volkszählungen:
| Jahr | Einwohner |
| 1815 | 112       |
| 1835 | 180       |
| 1871 | 207       |
| 1905 | 163       |
| 1939 | 171       |
| 1950 | 196       |

| Jahr | Einwohner |
| 1961 | 263       |
| 1970 | 238       |
| 1987 | 248       |
| 1997 | 313       |
| 2005 | 333       |
| 2023 | 334       |

## Politik

### Gemeinderat
Der Gemeinderat in Hasselbach besteht aus acht Ratsmitgliedern, die bei der Kommunalwahl am 9. Juni 2024 in einer personalisierten Verhältniswahl gewählt wurden, und dem ehrenamtlichen Ortsbürgermeister als Vorsitzendem. Bis 2009 gehörten dem Gemeinderat sechs Ratsmitglieder an.
Die Sitzverteilung im Gemeinderat:
| Wahl | WGD a             | WGS b             | WGW c             | Gesamt  |
| ---- | ----------------- | ----------------- | ----------------- | ------- |
| 2024 | 3                 | 3                 | 2                 | 8 Sitze |
| 2019 | per Mehrheitswahl | per Mehrheitswahl | per Mehrheitswahl | 8 Sitze |
| 2014 | per Mehrheitswahl | per Mehrheitswahl | per Mehrheitswahl | 8 Sitze |

### Bürgermeister
Ralf Schneider wurde am 27. August 2024 Ortsbürgermeister von Hasselbach. Bei der Direktwahl am 9. Juni 2024 hatte er sich mit einem Stimmenanteil von 53,3 % gegen einen Mitbewerber durchgesetzt.
Schneiders Vorgänger Hans-Jürgen Staats hatte das Amt seit 2004 ausgeübt und kandidierte bei der Wahl 2024 nicht erneut als Ortsbürgermeister.

## Kultur und Sehenswürdigkeiten

### Sehenswürdigkeiten
- Der Skulpturenpark Im Tal, gelegen zwischen Hasselbach und Werkhausen. Die über 11 ha große Landschaftsanlage ist eine Initiative des Bildhauers Erwin Wortelkamp und wurde von mehr als 50 Künstlern, Landschaftsarchitekten, Bildhauern, Schriftstellern, und Musikern gestaltet. Sie zeigt Skulpturen und bietet künstlerische Verweilplätze inmitten der Westerwälder Tallandschaft.[9]

Siehe auch:
- Liste der Kulturdenkmäler in Hasselbach
- Liste der Naturdenkmale in Hasselbach

### Vereine
- Der MGV „Eintracht“ Weyerbusch-Hasselbach e. V. ist Träger der Zelterplakette und hat u. a. mit dem gemischten Chor „Canto al dente“ und dem Jugendchor „Singerman’s Friends“ eine Dachorganisation für die örtlichen Chöre, die Vereinigten Chöre, geschaffen.
- Der FSG Hasselbach-Werkhausen e. V. ist ein Fußballverein mit zurzeit zwei aktiven Mannschaften.

## Persönlichkeiten
- Rudi Lenz (1931–2023), Sportfunktionär
- Erwin Wortelkamp (* 1938), Bildhauer